# 正月飾り

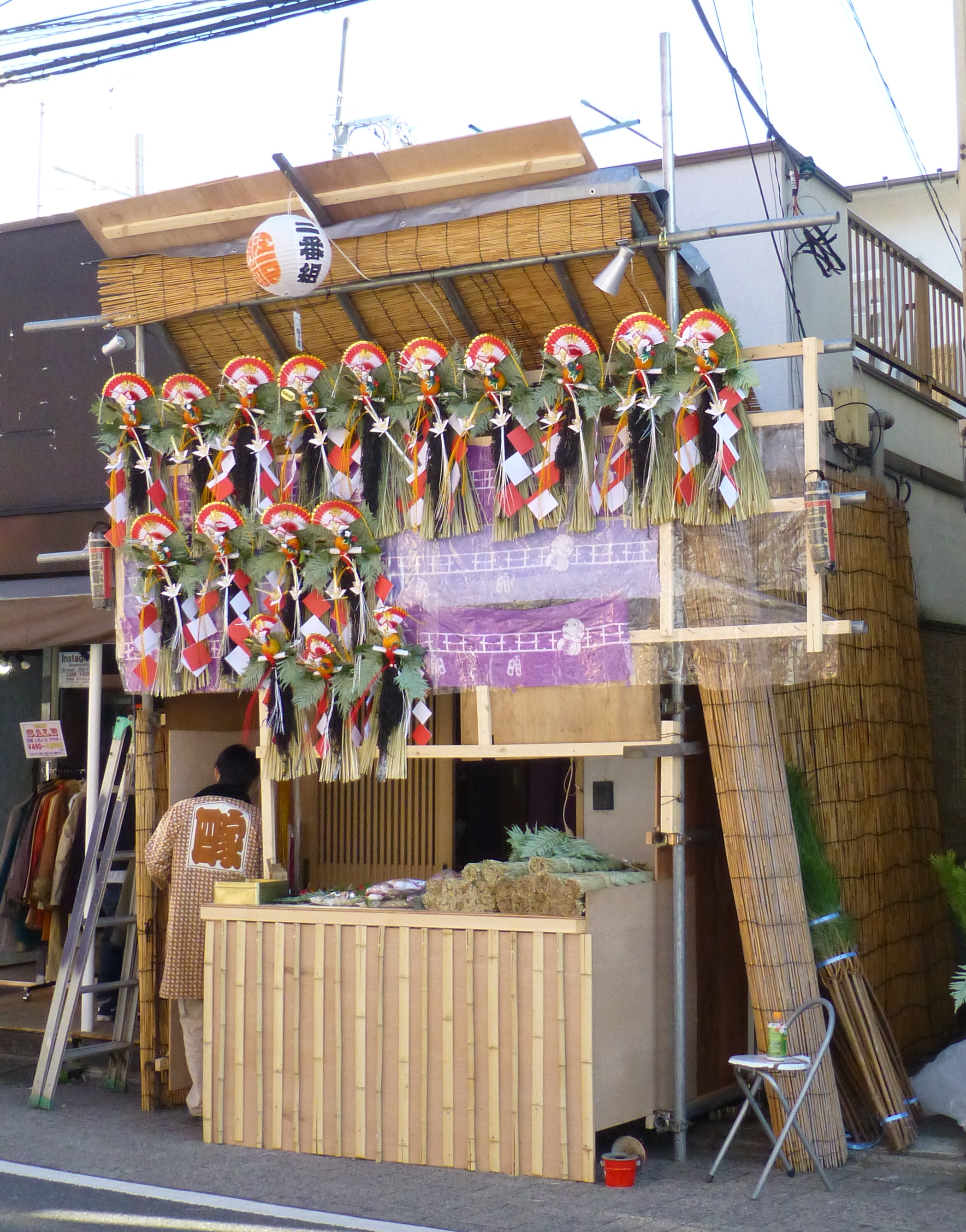
正月飾りの売り場

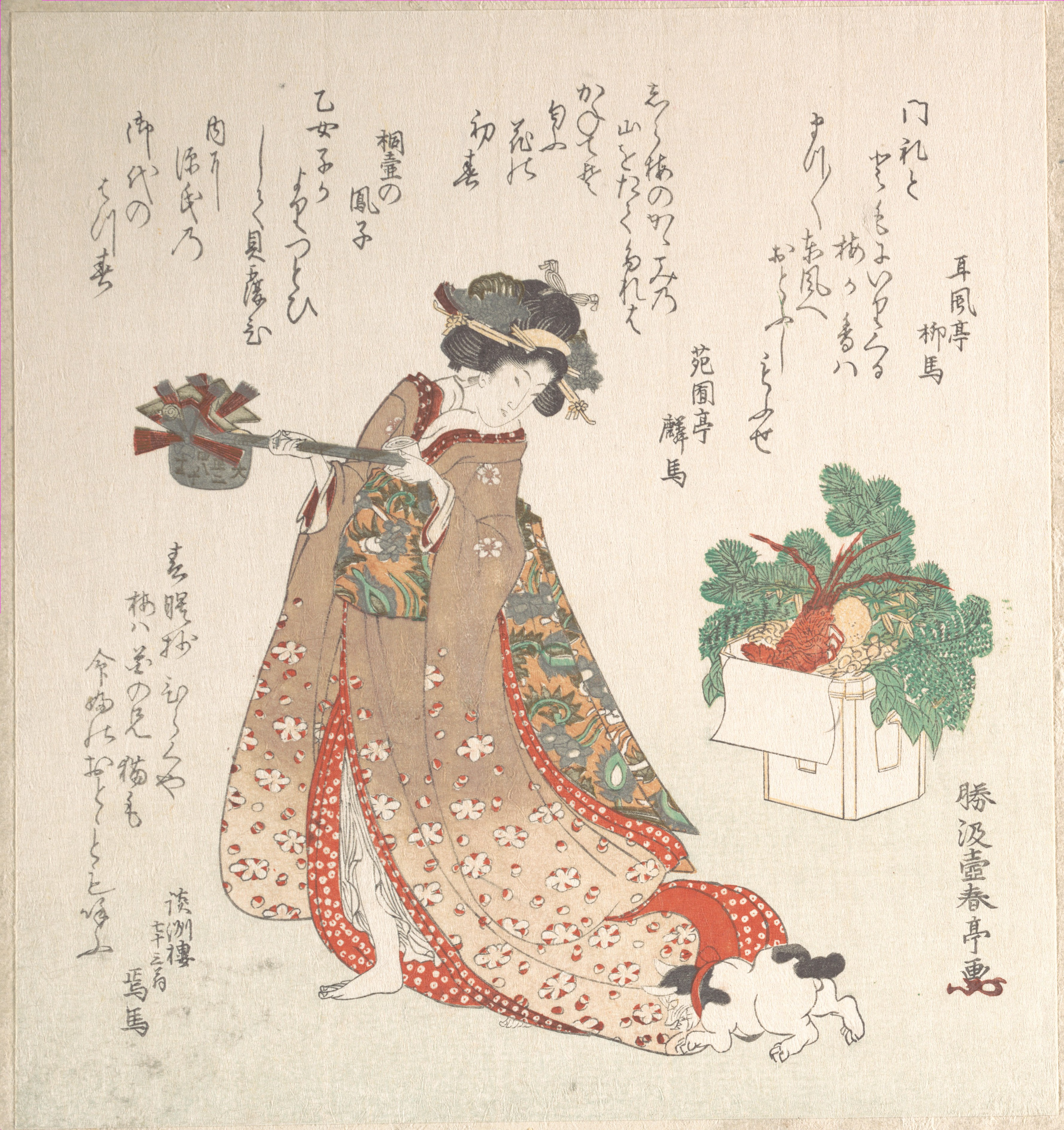
祝い酒を運ぶ女に三宝に伊勢エビと松などを載せた正月飾り。勝川春亭画。1815年頃

正月飾り（しょうがつかざり）とは、正月に向けて飾られるもの。
多くの場合、前日の大晦日あるいはそれ以前に飾られる。
- 門松・松飾り
- 注連飾り（しめ飾り）・注連縄（しめなわ）
- 玉飾り
- 餅花
- 輪じめ
- 床の間飾り（床飾り）
- 座敷飾り
- 掛け軸
- 生花
- 神棚飾り
- 鏡餅
- 羽子板
- 破魔矢